# Наталія Демиденко
Наталія Демиденко (нар. 9 листопада 1983) — колишня білоруська тенісистка.
Найвищу одиночну позицію світового рейтингу — 340 місце досягла 4 жовтня 2004, парну — 228 місце — 11 жовтня 2004 року.
Здобула 2 парні титули туру ITF.
Завершила кар'єру 2006 року.

## Фінали ITF
| Турніри $50,000 |
| Турніри $25,000 |
| Турніри $10,000 |

### Одиночний розряд: 1 (0–1)
| Результат | W–L | Дата         | Турнір              | Рівень | Покриття | Суперниця    | Рахунок       |
| --------- | --- | ------------ | ------------------- | ------ | -------- | ------------ | ------------- |
| Поразка   | 0–1 | червень 2004 | ITF Гілтон-Гед, США | 10,000 | Тверде   | Мелані Маруа | 4–6, 7–5, 4–6 |

### Парний розряд: 9 (2–7)
| Результат | W–L | Дата          | Турнір                                      | Рівень | Покриття | Партнерка       | Суперниці                                | Рахунок        |
| --------- | --- | ------------- | ------------------------------------------- | ------ | -------- | --------------- | ---------------------------------------- | -------------- |
| Поразка   | 0–1 | вересень 2001 | [[ITF Roller Open\|ITF Петанж]], Люксембург | 10,000 | Ґрунт    | Кіка Гоґендорн  | Елке Клейстерс Джеслін Г'юїтт            | 1–6, 3–6       |
| Поразка   | 0–2 | липень 2002   | ITF Балтимор, США                           | 10,000 | Тверде   | Kim Jin-hee     | Вільмаріє Кастельві Agnes Wiski          | 1–6, 6–3, 3–6  |
| Поразка   | 0–3 | лютий 2003    | ITF Бенгалуру, Індія                        | 10,000 | Тверде   | Макі Арай       | Рушмі Чакравартхі Сай Джаялакшмі Джаярам | 6–7(5), 6–7(4) |
| Поразка   | 0–4 | лютий 2004    | ITF Бока-Ратон, США                         | 10,000 | Тверде   | Саня Мірза      | Еллісон Бредшоу Джулія Дітті             | 3–6, 1–6       |
| Поразка   | 0–5 | липень 2004   | ITF Колледж-Парк, США                       | 25,000 | Тверде   | Кейсі Смеші     | Хісамацу Сіхо Окамото Сейко              | 6–7(5), 2–6    |
| Поразка   | 0–6 | вересень 2004 | ITF Tunica, США                             | 25,000 | Ґрунт    | Ліга Декмеєре   | Тетяна Лужанська Анета Сукап             | 2–6, 1–6       |
| Перемога  | 1–6 | жовтень 2004  | ITF Пелам, США                              | 25,000 | Ґрунт    | Ліга Декмеєре   | Сара Ріск Алік Цубанос                   | 6–3, 6–1       |
| Поразка   | 1–7 | січень 2005   | ITF Клірвотер, США                          | 10,000 | Тверде   | Анна Бастрікова | Лорен Фішер Аманда Джонсон               | 6–4, 4–6, 3–6  |
| Перемога  | 2–7 | липень 2005   | ITF Луїсвілл, США                           | 50,000 | Тверде   | Анда Перяну     | Терін Ешлі Джулія Дітті                  | 7–5, 2–6, 6–4  |